# Barre (Massachusetts)
Barre é uma cidade do condado de Worcester, Massachusetts, Estados Unidos. A população era de 5.539 de acordo com o censo de 2018.

## Geografia
Barre encontra-se localizado nas coordenadas 42° 25′ 08″ N, 72° 06′ 24″ O. Segundo a Departamento do Censo dos Estados Unidos, Barre tem uma superfície total de 115.53 km², da qual 114.81 km² correspondem a terra firme e (0.62%) 0.72 km² é água.

## Demografia
Segundo o censo de 2010, tinha 5.398 pessoas residindo em Barre. A densidade populacional era de 46,73 hab./km². Dos 5.398 habitantes, Barre estava composto pelo 96.41% brancos, o 1.11% eram afroamericanos, o 0.22% eram amerindios, o 0.54% eram asiáticos, o 0% eram insulares do Pacífico, o 0.39% eram de outras raças e o 1.33% pertenciam a duas ou mais raças. Do total da população o 1.91% eram hispanos ou latinos de qualquer raça.